# Pierre de la Rue

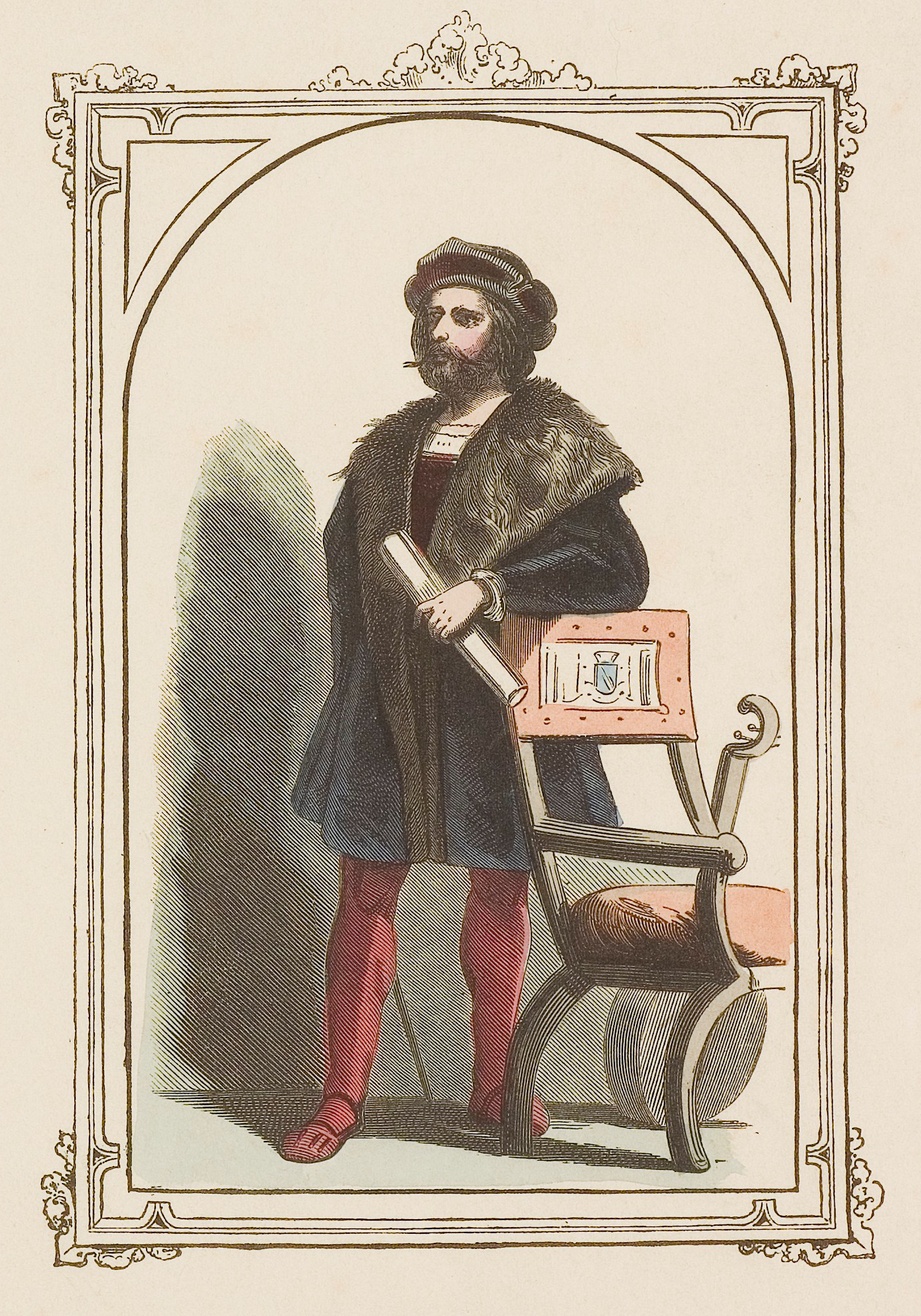
Pierre de la Rue

Pierre de la Rue (* zwischen 1460 und 1470 sehr wahrscheinlich in Tournai; † 20. November 1518 in Kortrijk (französisch Courtrai)) war ein franko-flämischer Komponist, Sänger und Kleriker der Renaissance.

## Leben und Wirken
Der Name dieses Komponisten ist in zahlreichen Varianten überliefert (Pierchon, Petrus de Vico, Petrus de robore, Petrus Platensis, à Platea und andere, auch als Peter vander Straten, Identität weniger wahrscheinlich). Seine Eltern waren Gertrud de la Haye, die ihren Sohn überlebte, und Jehan de la Rue, der wohl im Jahr 1463 in Tournai eine Meisterwerkstatt als enlumineur (Buchmaler) eröffnete. Die Identität des Komponisten mit einem um 1452 geborenen Peter vander Straten wurde längere Zeit diskutiert; dieser sprach flämisch als Muttersprache und war zwischen 1469 und 1492 als Sänger in Brüssel, Gent, an der Marienkirche in Nieuwpoort und aus Köln kommend in der Marienbruderschaft in ’s-Hertogenbosch aktiv und erscheint in den Dokumenten immer als „Peteren vander Straten“. Er wurde als Tenorist bezeichnet und es sind keine Kompositionen unter diesem Namen überliefert. De la Rue sprach dagegen sehr wahrscheinlich französisch, seine Stimmlage ist nicht bekannt, und die fortschrittlichen Züge seiner Messkompositionen mit ihrer Neigung zur Fünf- bis Sechsstimmigkeit und der Anwendung der Parodietechnik sprechen stark für ein Geburtsjahr 10 bis 15 Jahre später als 1452. Damit wird Peter vander Straten von Musikhistorikern heute kaum noch für identisch mit Pierre de la Rue gehalten.
Pierre bekam seine Ausbildung vermutlich in der Maîtrise der Kathedrale Notre-Dame seines Heimatorts. Über seine Jugend und seine weitere Ausbildung ist nichts bekannt. Belegt ist, dass er in der Hierarchie der burgundischen Hofkapelle ganz unten anfing mit Besoldungsbelegen ab 17. November 1492. In dieser Institution blieb er bis zum Ende seiner Laufbahn. Insofern war er einer der ganz wenigen bedeutenden Komponisten seiner Epoche, die niemals in Italien gewesen sind. Kurz nach seinem Eintritt begleitete er seinen Dienstherrn Maximilian I. (Regierungszeit 1493/1508–1519) zusammen mit sieben Kapellkollegen nach ’s-Hertogenbosch und wurde dort formelles Mitglied der Marianischen Bruderschaft; hier wird er „Cantor Romanorum Regis“, also als Sänger des Königs bezeichnet. In dieser Hofkapelle führte de la Rue von da an das vergleichsweise sichere und ereignisarme Leben eines Hofbediensteten und stieg in der Hierarchie der Kapelle allmählich auf, wurde später Diakon, aber nie Priester, bekam dann auch seine erste, besonders ertragreiche Pfründe an einer Kollegiatkirche St. Ode (Ort nicht bekannt), die er bis zu seinem Tod behielt. Weitere Pfründen folgten bis zum Jahr 1509 in den Städten Namur, Kortrijk, Dendermonde und Gent. Er wurde merkwürdigerweise nie Kapellmeister, vielleicht gerade deswegen, weil er dort der mit Abstand bedeutendste Messenkomponist war.
Nachdem Maximilian im Jahr 1493 zum deutschen König gekrönt wurde, übernahm sein Sohn Erzherzog Philipp der Schöne von Kastilien (Regierungszeit 1478–1506) die sogenannte Grande Chapelle mit Pierre de la Rue. Die Kapelle diente als Instrument der Repräsentation, mit der Folge, dass der Komponist an vielen Staatsakten und zahlreichen Reisen des Hofes teilnahm. So gab es ab 4. November 1501 bis Mai 1502 eine Reise von Brüssel über Paris, Blois und Orléans nach Spanien, wo sich die Hofgesellschaft für viele Monate am Hof von Ferdinand II von Aragón (Regierungszeit 1479–1516) aufhielt. Dessen Frau Isabella I. von Kastilien war die Schwiegermutter von Philipp dem Schönen. Außer Pierre de la Rue gehörten der Kapelle die Komponisten Alexander Agricola, Marbriano de Orto, Antonius Divitis und Nicolas Champion an. In Frankreich und Spanien wirkte die Hofkapelle an vielen prunkvollen Messfeiern mit mehrstimmiger Musik mit, zum Teil im Wechsel mit der französischen Hofkapelle. Auf der Rückreise im Frühjahr 1502 traf de la Rue in Lyon vielleicht mit Josquin Desprez zusammen, und Philipp der Schöne traf seine Schwester Margarete von Österreich, Herzogin von Savoyen, mit deren Hofkapelle in Bourg-en-Bresse am 11. April 1503; deren bedeutendster Musiker war Antoine de Févin. Hier hatte Pierre de la Rue erstmals Kontakt mit seiner späteren Dienstherrin. Am 23. Juli 1503 erreichte Philipp mit der Hofkapelle wieder burgundisches Gebiet. Es folgten im September 1503 die denkwürdigen Zusammentreffen der Hofkapellen Philipps und Maximilians in Augsburg und Innsbruck, wo de la Rue vielleicht Jacob Obrecht auf dessen Durchreise nach Italien traf. Schließlich zog die Hofkapelle über Heidelberg und Köln wieder zurück nach Mecheln. Dass Pierre de la Rue bei seinem Dienstherrn in hohem Ansehen stand, ergibt sich daraus, dass ihm Philipp ein Kanonikat an der Liebfrauenkirche in Kortrijk verlieh.
Ab Ende 1505 reiste Philipp der Schöne mit seiner Hofkapelle zum zweiten Mal nach Spanien, um Erbansprüche seiner Gemahlin Johanna der Wahnsinnigen (1479–1555) auf Kastilien nach dem Tod von deren Mutter Isabella (26. November 1504) durchzusetzen. Der Hof hatte sich für eine Reise auf dem Wasserweg entschieden, wobei die Sänger und Instrumentalisten ein eigenes Schiff hatten. Am 13. Januar 1506 trieb ein Sturm einen Teil der Flotte, auch das Schiff der Musiker, bis nach Falmouth an der Küste Südwestenglands, wobei zwei Sänger vermisst blieben. Schließlich kam die Flotte am 27. April 1506 in A Coruña an. Diese Reise endete jedoch mit einer Katastrophe. Nachdem Philipp und sein Gefolge für den Sommer nach Valladolid und Burgos gezogen waren, erkrankte der Herzog an Fieber und starb in Burgos am 25. September 1506. Die Hofkapelle Philipps löste sich auf, einige der Mitglieder reisten zurück nach Burgund, andere, auch Pierre de la Rue, traten in die Hofkapelle der Witwe Johanna von Kastilien ein, die in der Entlohnung der Kapelle noch großzügiger war. Zu den Bediensteten dieses Hofs gehörte auch der bedeutendste spanische Komponist dieser Zeit, Juan de Anchieta (1462–1523), der wie de la Rue eine Messe „Nuncqua fiu pena maior“ geschrieben hat. Pierre rückte nach der Abreise des früheren Kapellmeisters Marbriano de Orto in dessen Stellung auf und erhielt ein doppelt so hohes Gehalt wie die übrigen Kapellmitglieder. Nachdem Johanna durch ihren Vater Ferdinand im August 1508 entmachtet worden war, löste sich auch die kastilische Hofkapelle auf, die burgundischen Mitglieder bekamen Reisespesen für ihre Heimreise ausbezahlt, und Pierre de la Rue verließ das Land am 19. August 1508.
Nach einer zügigen Rückkehr in seine Heimat kam de la Rue im April 1509 wieder in das Blickfeld von Margarete von Österreich, die zwischenzeitlich Statthalterin in Burgund und Vormund des späteren Kaisers Karl V. geworden war. Sie residierte in Mecheln und Brüssel und bat ihren Vater Maximilian um eine Pfründe für Pierre de la Rue an der Kirche Sainte-Faraïde in Gent, mit der Absicht, ihn wieder für die Hofkapelle zu gewinnen, offenbar mit Erfolg, weil de la Rue für den Monat Mai 1509 wieder in der Gehaltsliste der Sänger der Grande Chapelle erscheint. Der Komponist blieb in den folgenden Jahren am Hof der Statthalterin in Mecheln, deren Lieblingskomponist er wurde, und zu deren Ehren er zahlreiche Gelegenheitskompositionen schrieb. Margarete hatte Humanisten und Künstler um sich versammelt und hatte wegen ihrer vielen erlittenen Schicksalsschläge eine besondere höfische Trauerkultur entwickelt. Als der zuvor minderjährige Karl im Jahr 1515 für volljährig erklärt wurde, ging die Hofkapelle auf ihn über; belegt ist eine Reise mit der Kapelle in die Niederlande. Die letzte (vermutlich nachträgliche) Gehaltszahlung an Pierre de la Rue erfolgte am 21. Januar 1516; er war aber möglicherweise schon im Sommer 1515 aus dem Hofdienst ausgeschieden. Er zog sich im Juni 1516 nach Kortrijk zurück, kaufte dort ein Haus und wurde ein ortsansässiger Kanoniker. Sein Testament vom 16. Juni 1516 weist ihn als vermögenden Mann aus. Er starb am 20. November 1518 in Kortrijk und wurde hier auf dem Friedhof der Onze Liewe Vrouwkerk beigesetzt. Sein Grab und das Grabmal mit der lateinischen Inschrift sind nicht erhalten geblieben, jedoch ist diese Inschrift in mehreren Abschriften überliefert und feiert ihn als Meister der geistlichen Musik: „In tumulo Petrus de Vico conditor isto, nobile cui nomen musica sacra dedit“.

## Bedeutung und Würdigung
Die Überlieferung der Werke von Pierre de la Rue ist einzigartig in ihrer Zeit. Sie ist ein unverkennbares Zeichen für seinen Ruhm in der Epoche Josquins und natürlich eine Folge seines lebenslangen Dienstes an einem einzigen, kulturell und politisch herausgehobenen Hof. Unter den franko-flämischen Komponisten seiner Zeit muss er als Vertreter eines fundamental kontrapunktischen Stils gelten. Dies wird vor allem durch die 31 Messen bezeugt, die das Zentrum seines Schaffens darstellen. Die meisten seiner Werke, vor allem die Messen, sind vorrangig in Prunk-Handschriften überliefert, die von der Buchwerkstatt am habsburgisch-burgundischen Hof in Mecheln geschrieben und dort aufbewahrt wurden, auch als diplomatische Repräsentationsgeschenke an befreundete Höfe und an hohe Persönlichkeiten gingen, aber auch von Kirchen, begüterten bürgerlichen Musikfreunden und Büchersammlern direkt bei der Werkstatt gekauft wurden. In dieser einzigartigen Quellengruppe ist Pierre de la Rue mit fast 200 Einträgen der mit Abstand am stärksten vertretene Komponist, deutlich vor Josquin und erst recht vor den anderen dort tätigen Komponisten, wie Alexander Agricola, Antonius Divitis, Marbriano de Orto oder Gaspar van Weerbeke. In den deutschen protestantischen Kapellhandschriften (Verleger in Leipzig und Pirna) finden sich seine Messen erst spät, nach Abflauen der Gesamtüberlieferung in den 1530er Jahren, bei den Drucken von Johannes Petreius und Hieronymus Formschneider (beide 1539), mit de la Rues Motetten und besonders Kontrafakturen seiner Messen. In Italien war die Überlieferung seiner Werke insgesamt schwach und zeigten einen Schwerpunkt bei den weltlichen Werken.
Der musikalische Stil von Pierre de la Rue ist durch eine Reihe von ungewöhnlichen und gleichbleibenden Merkmalen besonders gut umrissen. Abgesehen von seiner persönlichen Entwicklung ist hier gerade bei den Messen der Stilunterschied zwischen den vierstimmigen und den fünfstimmigen Werken auffällig. Die vierstimmigen Messen sind grundsätzlich traditioneller, einfacher und stärker auf den „Normalstil“ um 1500 bezogen, während die fünfstimmigen hochkompliziert sind und „modern“ wirken. Bei letzteren herrscht die prinzipielle Satztechnik der Linearität und erzeugt aus der Leitidee der Varietät eine höchst vielgestaltige Struktur. Hier fehlt vollkommen die Klarheit, Systematik und Vorhersehbarkeit des Satzes von Josquin Desprez. Bei de la Rue herrscht außerdem in der Großstruktur eine ausgeprägte Neigung zum Kanon und ebenso eine Vorliebe für tiefe Klanglagen vor, in der Kleinstruktur eine straffe Linearität, eine „entwickelnde Variation“, ein Reichtum an Dissonanzen, eine vorantreibende Rhythmik und eine Abneigung gegen Kadenzen mit ihrer gliedernden Macht. Seine allgemeine Vorliebe für tiefe Klangregister ist vielleicht auch das Ergebnis seiner Studien der Werke von Johannes Ockeghem.
In der Technik des Kanons ist de la Rue so virtuos wie kaum ein anderer zeitgenössischer Komponist. Der Gipfel dieser Kompositionsweise besteht in der Konstruktion ganzer Werke als Kanon (z. B. die Messen „Ave sanctissima Maria“, „O salutaris hostia“ und im „Salve regina“ [I]), wobei auch Mensurkanons eine besondere Rolle spielen, so bei Kyrie, Christe und zweitem Kyrie sowie beim Agnus Dei II der vierstimmigen Messe „L’homme armé“, die schon bei den Musiktheoretikern seiner Zeit Erstaunen hervorgerufen hat, außerdem bei dem „Sicut locutus est“ des Magnificat primi toni, welches als Mensurkanon 6 ex 3 komponiert wurde. De la Rues Neigung zum dunklen Klang offenbart sich nicht nur in der ungewöhnlichen Klangwelt seiner Chanson „Pourquoy non“, sondern auch in der tiefen Lage ganzer Messen, wie „Assumpta est“ und „Conceptio tua“ oder in der Motette „Salve mater salvatoris“ sowie in der einzigartigen Klangregie seines Requiems mit seinem effektvollen Wechsel zwischen tiefen vollstimmigen und hohen zweistimmigen Abschnitten auf engerem Raum. Kanontechnik und dunkler Klang verbinden sich besonders eindrucksvoll in den Sätzen, in denen die beiden tiefsten Stimmen das Fundament bilden, so in der ganzen Messe „Incessament“, beim Agnus Dei I der „Missa de Sancto Job“ und bei den fünfstimmigen Chansons „Cent mille regretz“, „Fors seulement“ und „Incessament“. Hierzu gehört auch die Tendenz, die beiden tiefsten Stimmen entweder in Parallelbewegung oder mit langen Notenwerten als „Klangband“ für das Satzfundament zusammenzufassen.
Im Anspruch an Einfallsreichtum und Vielfalt gleichrangig mit der Kanontechnik, wenn auch technisch nachgeordnet, ist bei Pierre de la Rue die Konstruktion ganzer Messen über einen Ostinato, einer Technik, die bei den Komponisten seiner Generation gerade bei Jacob Obrecht besonders geschätzt wurde, aber auch sofort den Vergleich mit Josquin herausfordert. Hierzu gehört die Messe „Sancta Dei genitrix“, aber beispielsweise auch die vierstimmige Messe „Cum jucunditate“, die gänzlich über ein Thema von fünf Tönen komponiert ist, welches ständig in einer der Stimmen wiederholt und mit Wechsel des Hexachords rhythmisch variiert wird. Seine Melodik ist von weitgespannten, häufig dreiklangsbetonten und daher eigentümlich „modern“ wirkenden Bögen geprägt, auch von großen Intervallen (Sexten, auch abwärts, Oktaven und Dezimen), andererseits auch von einer variierenden Entwicklung der Motive aus kleinen deklamatorischen und melismatischen Zellen. Sein Personalstil zeigt ungewöhnliche melodische Formeln wie verschieden geformte Wechselnoten, Tonwiederholungen in Melismen und Kadenzklauseln. Auch seine Textbehandlung kann im Vergleich mit seinen zeitgenössischen Komponisten als ausgesprochen unorthodox bezeichnet werden.
Der alles beherrschende Eindruck seiner Musik ist das Strömen eines komplexen kontrapunktischen Flusses nahezu ohne Zäsuren, in dem der Text ebenso sorgfältig artikuliert und gegliedert wird, oft in kleinsten Zellen, in denen dann sozusagen „absolut“ gearbeitet wird. Hier wird die stilistische Nähe zu Jean Mouton besonders deutlich. Ins Zentrum von de la Rues kompositorischem Denken führt die Beobachtung, dass er alle klassischen Tonsatzelemente seiner Zeit kennt, diese aber mit höchstem kompositorischem Raffinement „verfremdet“. Insofern ist das Modell des fünfstimmigen Satzes seine bedeutendste musikhistorische Leistung.
Ein besonderes Verhältnis hatte der Komponist offenbar nur zu zwei seiner Kollegen: Johannes Ockeghem und Josquin Desprez, während Bezüge zu anderen Komponisten eher unauffällig sind. Dies betrifft den Bezug zu Ockeghem in der Verwendung von Einzelstimmen aus dessen Chansons bei Werken über dieselben Texte und de la Rues Requiem als Ganzes. Sein ganz anderes Verhältnis zu Josquin ergibt sich aus den Berührungspunkten bei den Ostinato-Techniken seiner Messen „Cum jucunditate“ und „Sancta Dei genitrix“ und besonders auffällig bei der Überbietung des Agnus Dei II von Josquins Messe „L’ami Baudichon“ mit dem „Pleni“ seiner „Missa de Santa Cruce“; darüber hinaus auch aus dem Bezug seiner Motette „Considera Israel“ zu dem Josquin zugeschriebenen „Planxit autem David“. Schließlich muss eine merkwürdige Hommage an Josquin erwähnt werden, nämlich das Zitat des Sopran-Schlusses aus dessen berühmtem vierstimmigen „Ave Maria … virgo serena“ als Tenor in de la Rues „Osanna“ seiner „Missa de septem doloribus“. Darüber hinaus ist offen, ob man aus seiner Verwendung von Heinrich Isaacs sechsstimmiger Motette „Archi archangeli“ als Parodievorlage oder auf die Übernahme aller Cantus firmi der Messe „Floruit egregius infans Livinius“ von Matthaeus Pipelare auf einen besonderen Bezug zu diesen Komponisten schließen kann. Eine deutliche Nähe zu Jacob Obrecht zeigt dagegen der Schluss des „Pleni“ aus seiner Messe „O gloriosa Margaretha“ zu dem „Benedictus“ aus Obrechts Messe „Fortuna desperata“.
Viel kleiner als sein Messenwerk ist das Motettenschaffen de la Rues und auch deutlich schwächer überliefert. Von den 23 Motetten sind allein 11 auf die Marienverehrung bezogen. Von kaum einem Komponisten dieser Zeit ist ein ähnlich bescheidenes Motettenwerk überliefert. Dagegen nehmen seine Magnificats eine Sonderstellung ein, weil sie offenbar der erste Zyklus von acht Werken über alle acht Magnificat-Kirchentonarten sind, die von einem einzigen Komponisten stammen. Hierbei ist allerdings fraglich, ob diese Magnificats einen echten Zyklus darstellen, wie später bei Costanzo Festa oder Cristóbal de Morales. Eine besondere geschlossene Gruppe bilden seine fünf „Salve Regina“; kein anderer Komponist seiner Zeit hat über diese Antiphon so viele Sätze geschrieben. Herausragende Motetten sind außerdem das monumentale sechsstimmige „Pater de celis Deus“, das frühe und altertümliche „Vexilla regis“ / „Passio Domini“ und vor allem die beiden Trauermotetten „Delicta juventutis“ und „Considera Israel“, die den Vergleich mit dem Josquin zugeschriebenen „Planxit autem David“ nicht zu scheuen brauchen.

## Werke
Gesamtausgabe: Pierre de la Rue, Opera omnia, herausgegeben von N. St. John Davison / J. E. Kreider / T. H. Keahey, [Neuhausen-Stuttgart] 1989 und folgende.
- Messen und Messensätze mit gesicherter Autorschaft (Abkürzung: c.f. = Cantus firmus)
  - Missa „Alleluia“ zu fünf Stimmen (c.f.: unbekannte Alleluja-Melodie)
  - Missa Almana („Pourquoi non“, Sexti [toni] ut, fa) zu vier Stimmen, c.f. oder mehrstimmige Vorlage: vermutlich deutsches Lied (daher „Almana“)
  - Missa „Assumpta est Maria“ zu vier Stimmen, erstes Antiphon der zweiten Vesper in Assumptione Beatae Mariae Virginis (15. August)
  - Missa „Ave Maria“ (de Annuntiatione Mariae) zu vier Stimmen, Credo zu fünf Stimmen; c.f. ist die bekannte Antiphon in Annuntiatione Beatae Mariae Virginis (25. März)
  - Missa „Ave sanctissima Maria“, kanonische Parodiemesse (6 ex 3 Stimmen) über die gleichnamige Kanonmotette
  - Missa „Conceptio tua“ zu fünf Stimmen; c.f.: Magnificat-Antiphon in Nativitate Beatae Mariae Virginis als „Nativitas tua“ (8. Dezember)
  - Missa „Cum jucunditate“ zu vier Stimmen, Credo zu fünf Stimmen; c.f.: Ostinato aus den ersten sechs Tönen der fünften Antiphon der zweiten Vesper in Nativitate Beatae Mariae Virginis (8. Dezember)
  - Missa de Beata Virgine zu vier Stimmen; c.f.: Kyrie IX, Gloria IX mit Tropus „Spiritus et alme“, Credo IV, Sanctus IX, Agnus Dei XIV
  - Missa de feria zu fünf ex vier Stimmen; Kyrie nicht identifiziert, Gloria XV, Credo I, Sanctus nicht identifiziert, Agnus Dei XV
  - Missa de Sancta Anna (Missa „Felix Anna“) zu vier Stimmen; c.f. vielleicht Magnificat-Antiphon zum Fest Sanctae Annae matris Beatae Mariae Virginis (26. Juli)
  - Missa De Santa Cruce (Missa „Nos autem gloriari oportet“) zu fünf Stimmen; c.f.: Introitus in Inventione Sanctae Crucis (3. Mai) und in Exaltatione Crucis (14. September)
  - Missa de Sancto Antonio (Missa „O sacer Anthoni“) zu vier Stimmen; c.f.: Melodie der ersten Vesperantiphon de Santi Antonii Abbatis (17. Januar) im Antiphonale Pataviense, Wien 1519 (dort anderer Text)
  - Missa de Sancto Job (Missa „Floruit egregius prophetes clarus in actis“) zu vier Stimmen; c.f. aus einem Reimofficium für den heiligen Livinius aus Pipelares Messe über dieses Offizium
  - Missa de septem doloribus Beatae Mariae Virginis zu fünf Stimmen; c.f.: liturgische und paraliturgische Texte (Melodien nicht identifiziert) zum Fest Septem Dolorum Beatae Mariae Virginis (Samstag vor Palmsonntag). Das Osanna II zitiert im Tenor 1 den Sopran des Schlusses „O Mater Dei, memento mei. Amen“ aus Josquins berühmtem „Ave Maria … virgo serena“ zu vier Stimmen
  - Missa de Virginibus zu vier Stimmen; c.f.: „O quam pulchra est casta generatio cum claritate“, Antiphon aus dem Commune de virginibus (Melodie nicht identifiziert)
  - Missa „Incessament“ zu fünf ex vier Stimmen, Parodiemesse über die gleichnamige Chanson
  - Missa „Inviolata“ zu vier Stimmen; c.f.: Sequenz in Festis de Beatae Mariae Virginis
  - Missa „Ista est speciosa“ zu fünf Stimmen; c.f.: Vesperantiphon in Commune virginum, nicht mehr gebräuchlich (Antiphonale Pataviense, Wien 1519)
  - Missa „L’homme armé“ [I] zu vier Stimmen; c.f.: einstimmige Chanson; im Agnus Dei III im Bass die Chansonmelodie „Tant que nostre argent dura“
  - Missa „Nuncqua fue pena maior“ zu vier Stimmen; Parodiemesse über den gleichnamigen Villancico von Juan de Urrede (aktiv 1451–1482)
  - Missa „O gloriosa Margaretha“ (Missa „O gloriosa domina“) zu vier Stimmen; c.f.: Hymnus de Beatae Mariae Virginis „O gloriosa domina, excelsa super sidera“; Namenseinsetzung „Margareta“ als Huldigung an Margarete von Österreich
  - Missa „O salutaris hostia“ zu vier (ex 1) Stimmen; c.f.: Hymnus in honorem Sanctissimi Sacramenti, Melodie nicht identifiziert
  - Missa pascale zu fünf Stimmen; c.f.: sieben Gesänge aus der Osterliturgie
  - Missa pro defunctis (Requiem) zu vier bis fünf Stimmen; c.f.: Gesänge der Totenmesse
  - Missa „Puer natus est nobis“ zu vier Stimmen; c.f.: Introitus ad tertiam missam in Nativitate Domini
  - Missa „Sancta Dei genetrix“ zu vier Stimmen; c.f. nicht identifiziert (siebentöniger Tenor-Ostinato)
  - Missa [sine nomine] [I] zu vier Stimmen; offenbar ohne c.f. oder Parodie-Elemente
  - Missa „Sub tuum presidium“ zu vier Stimmen; c.f.: Antiphon in honorem Beatae Mariae Virginis, in Misse Antonii de Fevin
  - Missa „Tandernaken“ zu vier Stimmen; c.f.: flämische Liedmelodie „T’Andernaken op den Rijn“
  - Missa „Tous les regretz“ zu vier Stimmen; Parodiemesse über die eigene gleichnamige vierstimmige Chanson, in drei unterschiedlich zusammengesetzten Fassungen überliefert, die Echtheit der dritten Fassung ist zweifelhaft
  - Kyrie in festo paschale zu vier Stimmen; c.f.: Kyrie I
  - Credo zu vier Stimmen; offenbar ohne c.f. oder andere Vorlage
  - Credo zu sechs Stimmen; c.f. nicht identifiziert (litaneiartige Melodie im Bass 2)
  - Credo „Angeli Archangeli“ zu acht Stimmen; Parodie-Credo über die Motette von Heinrich Isaac
  - Credo [de village] („Patrem de villagiis“) zu vier Stimmen; c.f: Credo I; als Credo in Jacob Obrechts Missa „Sicut spina rosam“
  - Credo „L’amour de moy“ zu vier Stimmen; c.f.: Chansonmelodie „L’amour de moy si est enclose“
- Messen mit inzwischen gesicherter anderer Autorschaft
  - Missa Coronata zu vier bis fünf Stimmen; Autor: Josquin Desprez, „Missa de Beata Virgine“
  - Missa „Iste confessor Domini“ zu vier Stimmen; Autor: Antoine de Févin, Missa „O quam glorifica luce“
- Anonyme Messen, von der Forschung Pierre de la Rue zugeschrieben
  - Missa de septem doloribus dulcissimae Mariae zu vier Stimmen, anonym, stilistisch unwahrscheinlich, aber in die Gesamtausgabe aufgenommen
  - Missa „L’homme armé“ [II] zu vier ex drei Stimmen (Agnus Dei zu fünf ex vier Stimmen), anonym, Zuschreibung mit Vorbehalt
  - Missa sine nomine [II] zu vier Stimmen, anonym und fragmentarisch, Zuschreibung mit Vorbehalt
- Magnificats (vom Komponisten wurden jeweils nur die geradzahligen Strophen vertont)
  - Magnificat primi toni zu drei bis sechs Stimmen
  - Magnificat secundi toni zu zwei bis vier Stimmen; in den deutschen Quellen statt des zweistimmigen „Esurientes“ ein nicht authentischer vierstimmiger Satz
  - [Magnificat tertii toni, verloren]
  - Magnificat quarti toni zu drei bis vier Stimmen; in den deutschen Quellen das „Sicut locutus est“ mit nicht authentischer Zusatzstimme
  - Magnificat quinti toni zu zwei bis vier Stimmen; vollständig nur in einer Alamire-Handschrift
  - Magnificat sexti toni zu drei bis fünf Stimmen; in den deutschen Quellen statt des dreistimmigen „Sicut locutus est“ ein nicht authentischer vierstimmiger Satz
  - Magnificat septimi toni zu drei bis vier Stimmen
  - Magnificat octavi toni zu zwei bis vier Stimmen
- Motetten mit gesicherter Autorschaft
  - „Amicus fidelis“ zu zwei Stimmen; protestantische Kontrafaktur des „Benedictus“ aus der Missa „Tandernaken“
  - „Ave apertor celorum“ zu vier Stimmen; lutherische Kontrafaktur von „Ave regina celorum“
  - „Ave regina celorum“ zu vier Stimmen; eine der vier großen Marien-Antiphonen, Cantus firmus nicht identifiziert
  - „Ave sanctissima Maria“ zu sechs ex drei Stimmen; früher Philippe Verdelot und Claudin de Sermisy zugeschrieben
  - „Cum coelorum mutatur“ zu drei Stimmen; (willkürliche?) Kontrafaktur von „Si dormiero“
  - „Considera Israel“ zu vier Stimmen, 2. Teil „Sagitta Jonathae“ zu drei Stimmen, 3. Teil „Filie Israel“ zu drei Stimmen, 4. Teil „Doleo super te“ zu vier Stimmen; Text 2. Buch Samuel 1, 19–27; ohne Cantus firmus; der vierte Teil ist separat überliefert; wahrscheinlich auf den Tod Philipps des Schönen (1506) für Margarete von Österreich
  - „Da pacem Domine“ zu vier ex zwei Stimmen; Text und Melodie: Antiphona pro pace
  - „Delicta juventutis“, 2. Teil „suscipiat eum“ zu vier Stimmen, Trauergebet für einen Ungenannten, ohne Cantus firmus
  - „Deus meus eripe me“ zu zwei Stimmen; protestantische Kontrafaktur des „Pleni sunt celi“ aus der Missa „Ave sanctissima Maria“
  - „Doleo super te“ zu vier Stimmen; ist der 4. Teil von „Considera Israel“, separat überliefert
  - „Frange esurienti panem“ zu zwei Stimmen; protestantische Kontrafaktur des Agnus Dei II aus der Missa „Tandernaken“
  - „Gaude virgo mater Christi“, 2. Teil „Gaude sponsa cara Dei“ zu vier Stimmen; Reimdichtung über die sieben Freuden Mariae, vielleicht vom hl. Thomas von Canterbury (Thomas Becket); Cantus firmus: Paraphrase des 7. Psalmtons
  - „Lauda anima mea Dominum“, 2. Teil „Qui custodit veritatem“ zu vier Stimmen; Psalm 145; Cantus firmus: Tonus peregrinus; späte Überlieferung; Echtheit etwas unsicher
  - „Laudate Dominum omnes gentes“ zu vier Stimmen (Kanon 3 ex 1 und freier Bass); Psalm 116; ohne Cantus firmus
  - „Libertatem quam maiores“ zu zwei Stimmen; protestantische Kontrafaktur des „Benedictus“ der Missa „Nuncqua fue pena maior“
  - „Miserere mei Deus“ zu zwei Stimmen; protestantische Kontrafaktur des „Pleni sunt celi“ der Missa „Sancta Dei genitrix“
  - „Ne temere quid loquaris“ zu zwei Stimmen; protestantische Kontrafaktur des Agnus Dei II der Missa de feria
  - „Non salvatur rex“ zu zwei Stimmen; protestantische Kontrafaktur des „Pleni sunt celi“ der Missa „Incessament“
  - „Nos debemus gratias agere“ zu drei Stimmen; protestantische Kontrafaktur der Chanson „Pour ung jamais“
  - „O Domine Jesu Christi“ zu vier Stimmen; Gebetstext ohne Cantus firmus
  - „Omnes peccaverunt“ zu drei Stimmen; protestantische Kontrafaktur des „Benedictus“ der Missa „Inviolata“
  - „O salutaris hostia“ zu vier Stimmen, Reimgebet in honorem Sanctissimi Sacramenti; in drei Quellen an Stelle des „Osanna“ I der Missa de Sancta Anna, in zwei Quellen als selbständige Motette
  - „Pater de caelis Deus“, 2. Teil „Benedicamus Patrem“ zu sechs Stimmen (Kanon 3 ex 1 und drei freie Stimmen), Responsionen aus der Litanei und der Sonntags-Komplet, durch angehängte trinitarische Formel bezogen auf Trinitatis; ohne Cantus firmus
  - „Querite Dominum“ zu zwei Stimmen; protestantische Kontrafaktur des „Pleni sunt celi“ der Missa „L’homme armé“ [I]
  - „Quis dabit pacem“, 2. Teil textlos zu vier Stimmen; Textmarke (nicht identifiziert) nur im Index der einzigen Quelle; keine Beziehung zu Heinrich Isaacs Motette
  - „Regina celi“, 2. Teil „Resurrexit sicut dixit“ zu vier Stimmen; eine der vier großen marianischen Antiphonen; Cantus firmus im Tenor
  - „Salve mater salvatoris“, 2. Teil „O deorum dominatrix“ zu vier Stimmen, Reimgebet in festo Assumptionis Beatae Mariae Virginis; ohne Cantus firmus
  - „Salve regina“ [I], 2. Teil „Et Jesum benedictum“ zu vier ex 1 Stimmen; eine der vier großen marianischen Antiphonen in Text und Melodie
  - „Salve regina“ [II], 2. Teil „Eia ergo“ zu drei Stimmen, 3. Teil „Et Jesum benedictum“ zu vier Stimmen; wie [I]
  - „Salve regina“ [III] zu vier Stimmen; wie [II]
  - „Salve regina“ [IV], 2. Teil „Ad te suspiramus“ zu drei Stimmen, 3. Teil „Et Jesum benedictum“, 4. Teil „O pia“ zu vier Stimmen; wie [III]; Alternatim-Komposition, beginnend mit „Vita dulcedo“; Sopran des 1. Teils: Sopran von Guillaume Dufays Chanson „Par le regard“; Sopran des 3. Teils: Sopran von Gilles Binchois’ oder von Dufays Chanson „Je ne vis oncques“
  - „Salve regina“ [V], 2. Teil: „Ad te suspiramus“ zu drei Stimmen, 3. Teil: „Et Jesum benedictum“, 4. Teil „O pia“ zu vier Stimmen; wie [IV]; Alternatim-Komposition; wie [IV]
  - „Salve regina“ [VI], 2. Teil: „Et Jesum benedictum“ zu vier Stimmen; wie [V]
  - „Santa Maria virgo“, 2. Teil textlos zu drei Stimmen; Textmarke in Sopran und Bass „Sancta Maria virgo“, in Tenor „O Maria virgo mitis“; Text und Melodie nicht identifiziert; der 2. Teil offenbar Vorlage für das „Ecce video“ von Nicolaes Craen, das im Mai 1502 in Venedig gedruckt wurde
  - „Sic deus dilexit mundum“ zu fünf ex vier Stimmen; protestantische Kontrafaktur des Chanson „Incessament“
  - „Si esurierit inimicus“ zu drei Stimmen; protestantische Kontrafaktur des „Benedictus“ der Missa „Cum jucunditate“
  - „Te decet laus“ zu fünf Stimmen; Text nicht identifiziert; ohne Cantus firmus; nur in 1 Handschrift als Vertretungs-Motette „Loco deo gracias“; Echtheit stilistisch etwas unwahrscheinlich, aber nach der Quellenlage vorläufig als echt akzeptiert
  - „Vexilla Regis“ / „Passio Domini“ zu vier Stimmen; Cantus firmus „Passio Domini“ im Contratenor: Matthäus 26,38 und 27,50 auf die Lektionsformeln für den Chronista und Christus in der Lesung der Passionsgeschichte; „Vexilla regis“: Vesperhymnus am Passionssonntag (Dominica Passionis, Judica) in Text und Melodie (1. Strophe)
- Motetten mit zweifelhafter Echtheit
  - Magnificat quarti toni zu vier Stimmen; teilweise Josquin, teilweise Alexander Agricola, teilweise Antoine Brumel zugeschrieben, am ehesten von Josquin
  - Lamentationes Hieremiae Prophetae; die umfangreichere überlieferte Fassung Stephan Mahu zugeschrieben; wahrscheinlich von diesem
  - „Absalom fili mi“ zu vier Stimmen; Josquin zugeschrieben; aus stilistischen Gründen von drei Musikforschern de la Rue zugeschrieben, von einem Musikforscher angezweifelt; doch eher von de la Rue als von Josquin
  - „Domini est terra“ zu vier Stimmen; früher in Königsberg 1740 de la Rue zugeschrieben; Quelle unzuverlässig, stilistisch unwahrscheinlich
  - „Passio Domini nostri Jesu Christi“ zu vier Stimmen; de la Rue, Jacob Obrecht, „Jo. ala Venture“ und Antoine de Longueval zugeschrieben; am ehesten von Longueval
  - „Si dormiero“ zu drei Stimmen; de la Rue, Heinrich Isaac, Alexander Agricola, Heinrich Finck und Josquin zugeschrieben; stilistisch eher von Heinrich Isaac
  - „Virga tua“ zu zwei Stimmen; de la Rue und Matthaeus Pipelare zugeschrieben; beides periphere Quellen; Autorschaft stilkritisch kaum zu entscheiden
- Motette mit inzwischen gesicherter anderer Autorschaft
  - „Salva nos Domine“ zu vier Stimmen; Autor: Heinrich Isaac mit dem Agnus Dei III der Missa „Salva nos“
- Anonyme Motetten, von der Forschung Pierre de la Rue zugeschrieben
  - „Dulces exuviae“ zu vier Stimmen; anonym
  - „Maria mater gratie“ / „Fors seulement“ zu fünf Stimmen; anonym; Tenor von Johannes Ockeghems Chanson als Bass 2
- Chansons mit gesicherter Autorschaft
  - „Autant en emporte le vent“ zu vier Stimmen
  - „A vous non autre“ zu drei Stimmen; Rondeau cinquain
  - „Carmen, Carmen in la“ zu vier Stimmen; Titel für „Secretz regretz“
  - „Ce n’est pas jeu“ zu vier Stimmen; Rondeau quatrain
  - „Cent mille regretz“ zu fünf ex vier Stimmen; im posthumen Attaingnant-Druck (1549) Josquin zugeschrieben; mit Sicherheit von de la Rue
  - „Dedans bouton“ zu vier Stimmen; vielleicht für ein Mitglied der Familie Bouton
  - „De l’oeil de le fille du roy“ zu vier Stimmen; Rondeau cinquain; wohl für Margarete von Österreich (nach 1507?)
  - „D’ung aultre aymer“ zu fünf Stimmen; über den Tenor von Johannes Ockeghems gleichnamigem Rondeau im Tenor 2; nur Text-Incipits
  - „En espoir vis“zu vier ex zwei Stimmen
  - „Fors seulement“ [I] zu vier Stimmen; über den Sopran von Johannes Ockeghems Rondeau im Alt; nur Text-Incipits
  - „Fors seulement“ [II] zu fünf ex vier Stimmen; über den Sopran von Johannes Ockeghems Rondeau im Sopran; nur Text-Incipits
  - Fraw Margaretsen lied zu drei Stimmen; Titel von „Pour ung jamais“
  - Güretzsch zu drei Stimmen; Titel von „Si dormiero“
  - „Il est bien heureux“ zu vier Stimmen; anonym, aber de la Rue zugeschrieben in Pietro Aarons „Toscanello in musica“ (1529)
  - „Il viendra le jour désiré“ zu vier Stimmen; vielleicht response zu „Pourquoy tant“; Bass verwandt mit dem Bass von „Sancta Maria virgo“
  - „Incessament mon pauvre cueur lamente“ zu fünf ex vier Stimmen; Rondeau-Refrain; im posthumen Attaingnant-Druck (1549) Josquin zugeschrieben; mit Sicherheit von de la Rue; protestantische Kontrafaktur „Sic Deus dilexit mundum“ in deutscher Handschrift
  - „Ma bouche rit“ zu vier Stimmen; nur Text-Incipits; über den Tenor von Johannes Ockeghems Chanson im Tenor
  - „Mijn hert heeft [heeft altijd] verlanghen“ zu vier Stimmen; in 1 Handschrift Jacob Obrecht zugeschrieben; mit Sicherheit von de la Rue
  - „Plorer gemir crier“ / „Requiem“ zu vier Stimmen; Motetten-Chanson; Cantus firmus: Introitus der Missa pro defunctis; Lamentation auf Johannes Ockeghem?
  - „Pour ce que je suis“ zu vier Stimmen; Rondeau-Refrain; in einer Handschrift „Puisque je suis“ und im Index Loyset Compère, im Notentext de la Rue zugeschrieben; sicherlich von de la Rue
  - „Pourquoy non“ zu vier Stimmen
  - „Pourquoy tant me fault“ / „Pour ung jamais“ zu vier Stimmen; Rondeau-Refrain; vielleicht mit „Il viendra“ (diese als response) verbunden; Bass verwandt mit dem Bass von „Il viendra“ und „Sancta Maria virgo“
  - „Pour ung jamais“ zu drei Stimmen; Text: Margarete von Österreich; Titel in einer Handschrift „Fraw Margaretsen lied“ zu vier Stimmen mit „A si placet“; in anderer Handschrift „Pour vous james“; protestantische Kontrafaktur „Nos debemus gratias“
  - „Secretz regretz“ zu vier Stimmen; Titel in einer Handschrift: „Carmen“, in anderer Handschrift: „Carmen in la“
  - „Tous les regretz“ zu vier Stimmen; Text von Octavien de Saint-Gelais auf den Abschied von Margarete von Österreich vom französischen Hof 1493; Rondeau, nur Refrain vertont; teilweise Josquin zugeschrieben; sicherlich von de la Rue
  - „Tous nobles cueurs“ zu drei Stimmen; Text von Octavien de Saint-Gelais; nur Refrain vertont
  - „Trop plus secret“ zu vier Stimmen
- Chansons und Lieder mit zweifelhafter Echtheit
  - „Ach hülff mich leid“ zu vier Stimmen; de la Rue und Josquin zugeschrieben (hier ursprüngliche Zuschreibung an Johannes Buchner getilgt), auch Noel Bauldeweyn zugeschrieben; einzig möglich ist Johannes Buchner
  - „Dictes moy bergère“ zu vier ex zwei Stimmen; teilweise de la Rue, teilweise Josquin zugeschrieben
  - „Een vrolic wesen“ zu drei Stimmen; de la Rue und Jacques Barbireau zugeschrieben; stilistisch eher von Barbireau
  - „En l’amour d’un dame“ zu fünf Stimmen; in einer Handschrift de la Rue zugeschrieben, aber stilistisch unwahrscheinlich
  - „Il fault morir“ zu sechs Stimmen; in einer Handschrift de la Rue zugeschrieben, stilistisch unwahrscheinlich; Tenor über den Tenor der Motetten-Chanson „Tant ay d’ennuy“ / „O vos omnes“ von Loyset Compère
  - „Leal schray tante“ zu vier Stimmen; in drei Handschriften de la Rue zugeschrieben, in einer Josquin, in einer weiteren mit dem Titel „Carmen“; stilistisch für beide Autoren untypisch
  - „Le renvoye“ zu zwei Stimmen; ist Sopran der Chanson von Loyset Compère mit neuem Tenor; in einer Handschrift als Kontrafaktur de la Rue zugeschrieben, in weiteren Quellen anonym; eine weitere späte und periphere Quelle vorhanden; stilistisch unwahrscheinlich
  - „Tant que nostre argent“ zu vier Stimmen; in einer Handschrift de la Rue zugeschrieben, in anderen Antoine Busnoys und Jean Japart; wahrscheinlich von Japart; ist eine kombinatorische Chanson „Amours fait moult“ / „Il est de bonne heure né“ / „Tant que nostre argent dure“
- Chansons mit inzwischen gesicherter anderer Autorschaft
  - „Adieu Florens la jolie“ zu vier Stimmen; von Pietrequin Bonnel (fl. 1481–1499)
  - „Een vrolic wesen“ zu vier Stimmen; von Matthaeus Pipelare
  - „Fors seulement“ [II] zu vier Stimmen; von Matthaeus Pipelare: „Exortum est in tenebris“
  - „Jouissance vous donneray“ zu vier Stimmen; von Claudin de Sermisy
- Anonyme Chansons, von der Forschung Pierre de la Rue zugeschrieben
  - „Adieu comment“ zu fünf ex vier Stimmen; anonym
  - „Apres regretz“ zu vier Stimmen; anonym
  - „Ce m’est tout ung“ zu vier Stimmen; anonym
  - „C’est ma fortune“ zu vier Stimmen; anonym
  - „Changier ne veulx“ zu vier Stimmen; anonym
  - „Cueurs desolez“ / „Dies illa“ zu fünf Stimmen; anonym; Motetten-Chanson auf den Tod von Jean de Luxembourg 1508; Text von Jean Lemaire?
  - „Dueil et ennuy“ zu fünf ex vier Stimmen; anonym
  - „Helas, fault il“ zu vier Stimmen; anonym
  - „Il me fait mal“ zu drei Stimmen; anonym; vielleicht response zu „Me fauldra il“, Text vielleicht von de la Rue
  - „J’ay mis mon cueur“ zu drei Stimmen; anonym
  - „Je n’ay regretz“zu fünf ex vier Stimmen; anonym; Zuschreibung an de la Rue durch L. F. Bernstein 1991
  - „Je ne dis mot“ zu sechs ex drei Stimmen; anonym
  - „Je ne scay plus“ zu drei Stimmen; anonym
  - „Las, helas, las, seray-je repris?“ zu vier Stimmen; anonym
  - „Me fauldra il“ zu vier Stimmen; anonym; Text vermutlich von Margarete von Österreich; dazu vielleicht als response „Il me fait mal“, Text vielleicht von de la Rue
  - „Plusieurs regretz“ zu vier Stimmen; anonym
  - „Quant il advient“ zu fünf ex vier Stimmen; anonym
  - „Quant il survient“ zu vier Stimmen; anonym
  - „Sailliés avant“ zu fünf ex vier Stimmen; anonym; Zuschreibung mit starkem Vorbehalt bei L. F. Bernstein 1991; Zuschreibung an Josquin durch J. van Benthem; Bezüge zu einigen wiedererkannten Josquin-Chansons in einer Handschrift der Österreichischen Nationalbibliothek
  - „Se je souspire“ / „Ecce iterum“ zu drei Stimmen; anonym; Texte von Margarete von Österreich auf den Tod Philipps des Schönen 1506
  - „Soubz ce tumbel“ zu vier Stimmen; anonym; Text „Epitaphe de l’Amant Vert“ von Jean Lemaire, geschrieben 1505 für Margarete von Österreich; 1 Autor hält Josquin für den möglichen Autor; Zuschreibung an de la Rue durch J. Milson 1993